# Orionette
Orionette is een historisch merk van motorfietsen.
Orion Gesellschaft für Motorfahrzeuge, Berlin (1922-1925).
Dit Duitse merk bouwde tweetakten van 129- tot 346 cc. Chefconstructeur was Engelbert Zaschka, die nog een tweetakt met een soort inlaatklep ontwikkelde, maar voor deze in grote aantallen gebouwd kon worden sloot de fabriek de poorten.